# Gehaus
Gehaus ist ein Ortsteil von Dermbach im Wartburgkreis. Die in der Thüringer Rhön befindliche Ortschaft hat mit dem Ortsteil Hohenwart etwa 600 Einwohner und liegt etwa fünf Kilometer westlich von Stadtlengsfeld am Nordwesthang des Baier. Die geographische Höhe des Ortes beträgt 399 m ü. NN.

## Geographie
Gehaus befindet sich etwa 13 km (Luftlinie) südwestlich der Kreisstadt Bad Salzungen. Durch den Ort verläuft die Lengsfelder Straße – heute Landesstraße L 2602 von Stadtlengsfeld nach Oechsen, dem nur 1,7 km entfernten Nachbarort. Die Kreisstraße K 102 führt in westlicher Richtung zum Nachbarort Oechsen. Als höchste Erhebung gilt ein Grenzpunkt an der bewaldeten nordwestlichen Bergflanke des Bayer. Zur Gemeindeflur von Gehaus gehören auch (anteilig) die Berge Schorn (559,1 m ü. NN) und Bornkopf (479,3 m ü. NN). Aus mehreren Quellen in der Flur entspringt das Flüsschen Oechse, ein linker Zufluss der Werra. Die sumpfigen Wiesen am westlichen Ortsrand wurden schon im Mittelalter zu einem kleinen Teich aufgestaut. Beim Bornkopf am Ostrand der Gemarkung liegen die Quellen des Fischbaches, der in das Feldatal abfließt. Die Wälder am Hang von Baier und Bornkopf wurden zum Teil erst im 19. und 20. Jahrhundert durch Aufforstung geschaffen, die extensive landwirtschaftliche Nutzung der Flächen bevorzugte die Weidebewirtschaftung mit Rindern und Schafen.

## Geschichte
Als ältester schriftlicher Beleg für den Ort Gehaus wird eine Urkunde vom 13. Mai 1355 angeführt. Dieses Dokument gehört zum überlieferten Archivbestand des ehemaligen Klosters Allendorf im Bad Salzunger Stadtteil Kloster. Der Inhalt der Urkunde betrifft die als testamentarische Verfügung abgefasste Besitzübertragung eines Ortsadeligen aus Pferdsdorf/Rhön:
Heinrich, Abt zu Fulda, stimmt zu, daß Dietrich (Dyczel) von Pferdsdorf (Pherdesdorff) seine Ehefrau Elisabeth (Elsen) mit 1000 Pfund Hellern - 400 Pfund Morgengabe und 600 Pfund Leibgedinge - bewittumt und diese auf seinen Besitz in den Dörfern Weilar (Nidern Wyler), Bayershof (Bygersdorff) und Gehaus (zum Gehaws) mit allem Zubehör in Holz und Feld angewiesen hat, die von ihm und seinem Stift zu Lehen rühren. Großes Siegel des Ausstellers. 1355 an sent Gangolffs tage des heyligen mertelers.

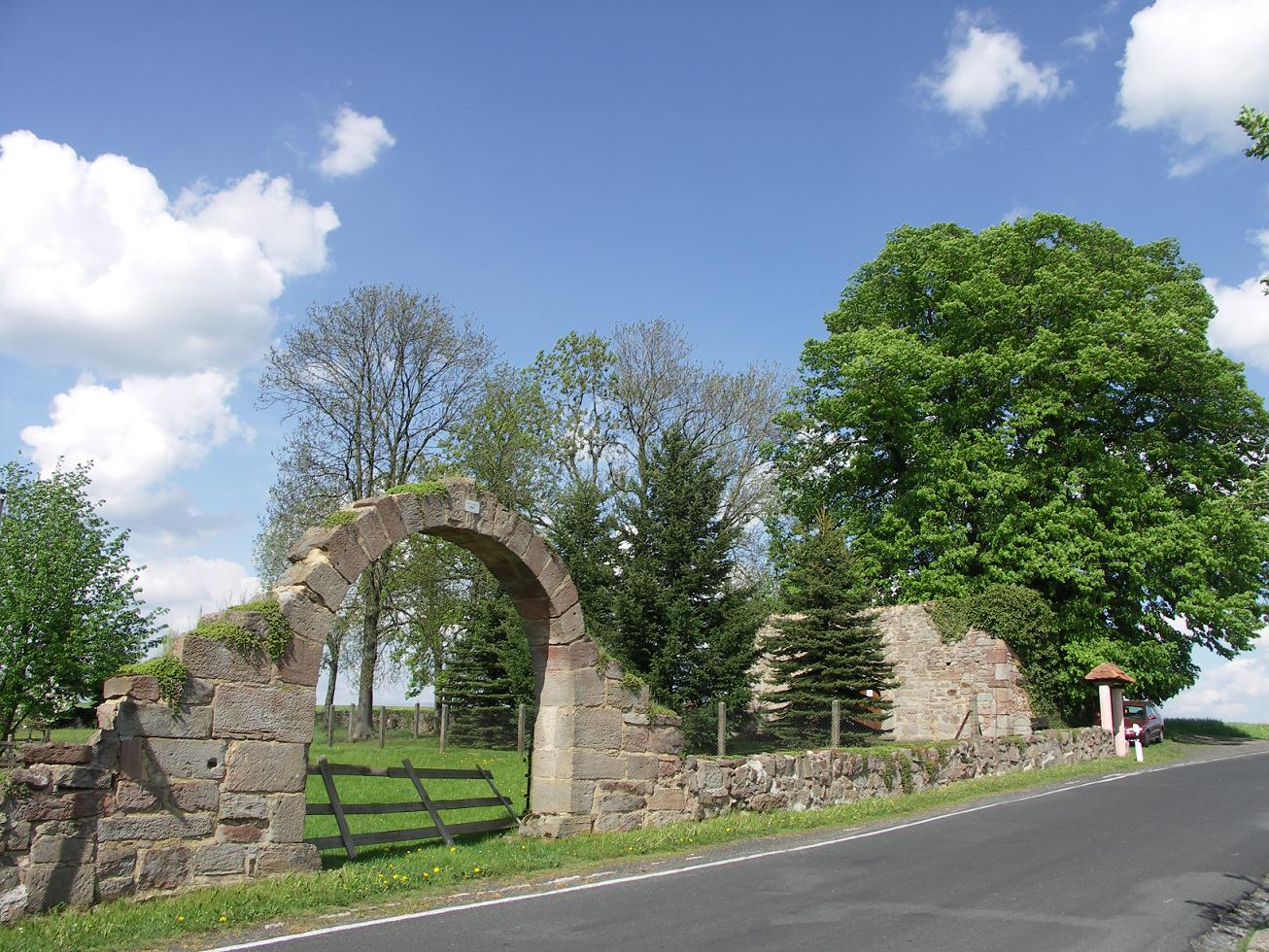
Ruine „Mariengart“

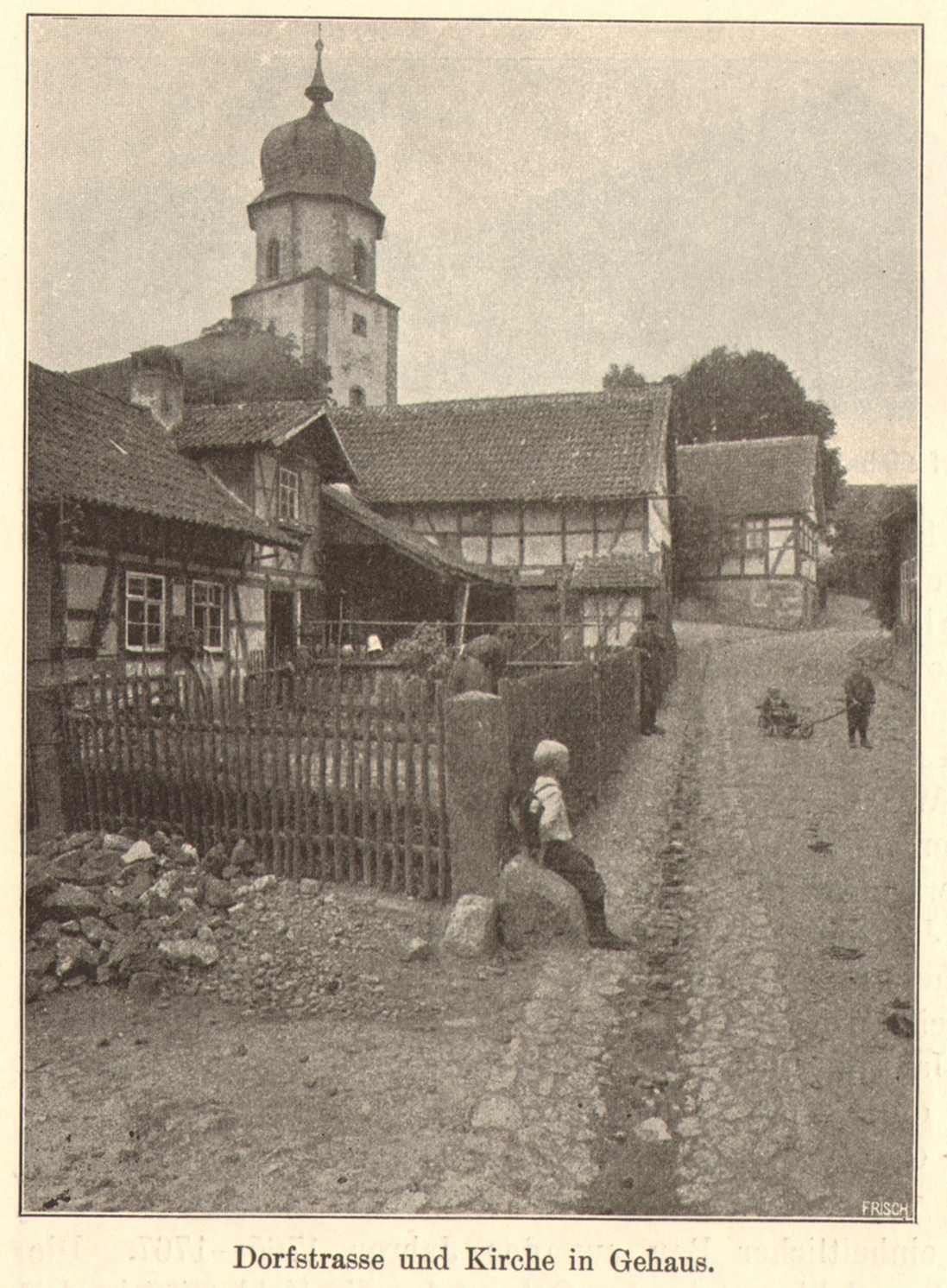
Kirche und Hauptstraße (um 1910)

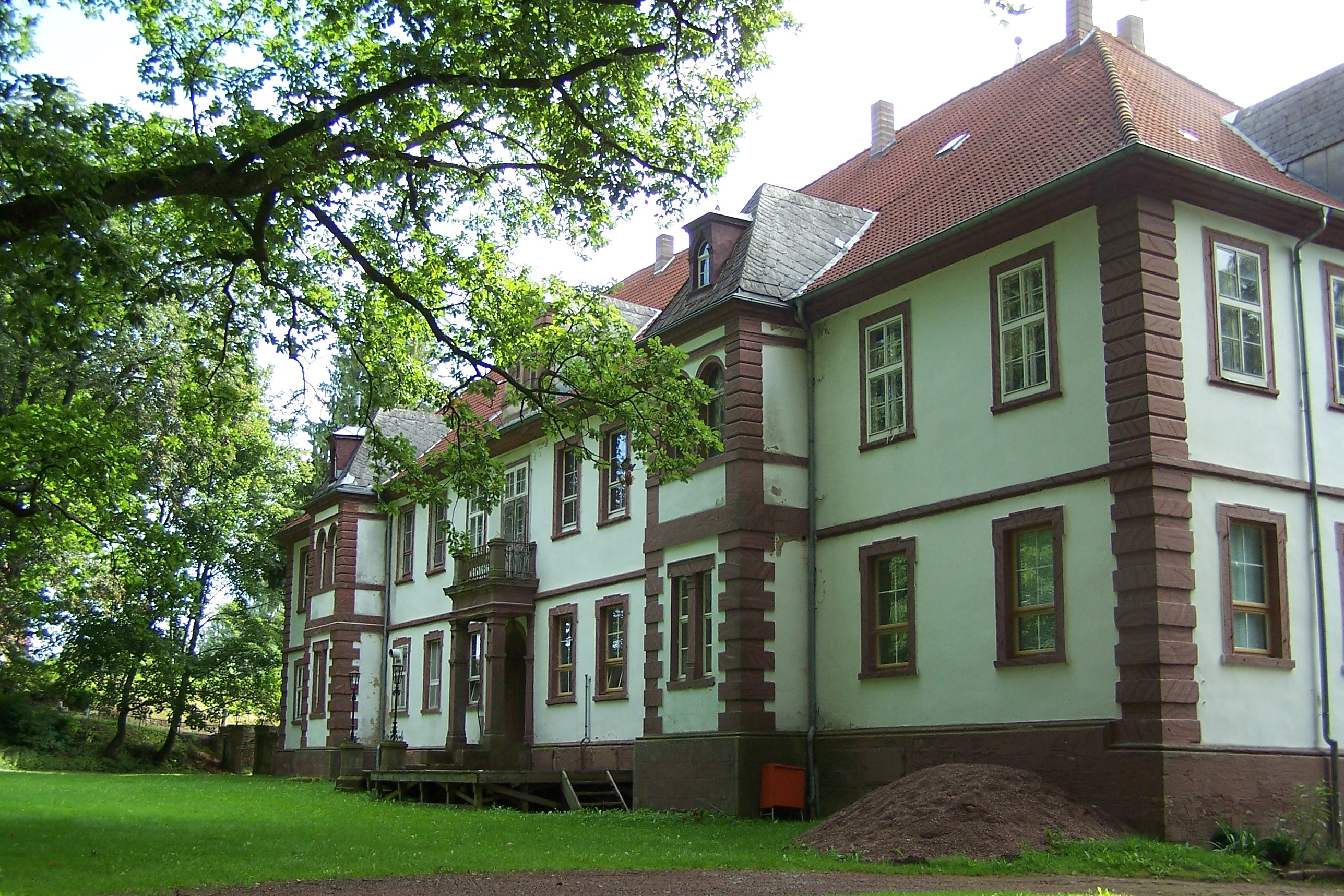
Das obere Schloss

Kaum zwei Kilometer westlich des Ortes Gehaus trifft man am Platz der ehemaligen Siedlung „Schalkesloh“, jetzt zu Wölferbütt gehörig, auf den Ort des ehemaligen Servitenklosters „Mariengart“. Das mit Zustimmung des Fuldaer Abtes 1339 von einem Heringer Ritter gestiftete Kloster wurde bereits 1368 nach Vacha verlegt. Die Kirchengebäude dürften noch viele Jahre für den Gottesdienst der umliegenden Orte genutzt worden sein, bis sie im Bauernkrieg zerstört wurden.
Zur Kontrolle der Fern- und Handelsstraßen und zur Abwehr von Überfällen bei Fehden und anderen bewaffneten Konflikten wurden seit dem 14. Jahrhundert als Alternative zum Burgenbau Landwehren und Wachtürme (Warten) an strategisch bedeutsamen Geländepunkten errichtet. Beim Ortsteil Hohenwart hat nach örtlicher Überlieferung ein derartiger Wachposten gestanden.
Eine durchgehende Besiedlung der Ortslage Gehaus ist seit 1506 nachweisbar, zeitweise wurde der Ort als Wüstung in den Urkunden erwähnt, allerdings blieben auch bei einer Siedlungsaufgabe Besitz- und Nutzungsrecht erhalten oder wurden neu verhandelt. Von 1450 bis um 1500 besitzen die Herren von Herda bedeutende Anteile von Gehaus als Lehen des Fuldaer Abtes.
Ein Zweig der Familie von Boyneburg gelangte in dauerhaften Besitz der Wasserburg von Weilar im Feldatal. Die bereits an der mittleren Werra einflussreichen Boyneburger erwarben um 1500 umfangreiche Besitzungen im Raum Vacha, Stadtlengsfeld und Wildprechtroda. Ihre Hausmacht dominierte oder verdrängte die meist im Niedergang befindlichen Adelsfamilien der Umgebung. Besonders unter Ludwig I. von Boyneburg, der auch die stark befestigte Krayenburg als Lehen besaß, entwickelte sich daraus die „Herrschaft Lengsfeld“. Ludwig von Boyneburg war Hofrichter und danach von 1509 bis 1514 Vormund des noch unmündigen Landgrafen Philipp von Hessen und Vormundschaftsregent der Landgrafschaft; er lebte zu dieser Zeit auf dem Kasseler Schloss. Mit der Belehnung Ludwigs I. von Boyneburg zu Lengsfeld verblieben Stadt-, Amt- und Burglengsfeld als eigener reichsfreiherrlicher Herrschaftsbereich bis zur Neuordnung der deutschen Fürstentümer durch den Reichsdeputationshauptschluss im Jahre 1803 in der Hand der Familie „der Reichsfreiherrn und Reichsgrafen und Edlen Herren zu Boineburg und Lengsfeld“. Mit der Einführung der Reformation und den Unruhen im Bauernkrieg, die auch im Felda- und Werratal um Salzungen und Vacha mit Plünderungen und Belagerungen einhergingen, verringerten sich Macht und Einfluss der Klöster Hersfeld und Fulda. Die Boineburgs zu Weilar und Lengsfeld bestimmten bereits 1528 für ihre Untertanen den Übertritt zum evangelischen Glauben.
Ein mit der Jahreszahl «1574» versehener Taufstein befindet sich in der 1765 erneuerten Dorfkirche von Gehaus. Das Gotteshaus war nach Vorgaben der Kirchenpatrone mit romanischen Stilelementen vom Baumeister Valentin Nordheim erbaut worden. Unter dem Kirchengebäude wurde eine Gruft als Boineburgsches Erbbegräbnis angelegt. Die gewöhnliche Dorfbevölkerung fand auf dem angrenzenden Gottesacker ihre letzte Ruhe.
Eine Ausnahme bildete die jüdische Gemeinde von Gehaus. Die als „Schutzjuden“ in Gehaus lebende Gruppe besaß eine eigene Schule, eine eigene Synagoge und seit 1745 einen eigenen Jüdischen Friedhof am „Weilarischen Weg“ in der Flur. Die Gehauser Juden und ihre in Stadtlengsfeld lebende Nachbarschaft standen unter dem Schutz der Boyneburger. Durch ihre Verwandten in Frankfurt am Main, Heidelberg und Mannheim erhielten die Gehauser Juden Mittel zum Bau der eigenen Thoraschule. Wegen der geringen Schülerzahl im Ort fand der christliche Schulunterricht in den Nachbarorten statt, das war besonders in den Wintermonaten beschwerlich. Eine Abhilfe schuf der Sonderfall einer Simultanschule mit christlichem und jüdischem Schulunterricht im gleichen Schulgebäude, die Gehäuser Kirchgemeinde erhielt dazu 1867 die Erlaubnis der Großherzoglichen Schulbehörde. Erst 1933 wurde diese (staatliche) Erlaubnis entzogen, bis 1942 bestand noch die jüdische Gemeinde Gehaus.
Um 1750 wurde in Gehaus ein Knabe Judas Eberscht geboren, er gehörte zum jüdischen Teil der Dorfbevölkerung und übersiedelte später nach Offenbach. Sein Sohn Isaac Ben-Juda Ebers wurde Kantor in Köln und Offenbach am Main, sein Enkelsohn, der in Paris lebte, nannte sich nach dieser Stadt Jacques Offenbach.
Der „Carl-Alexander-Platz“ wurde 1878 eingeweiht, der zuvor als Gänserasen genutzte Ort diente der Gehäuser Bevölkerung als Treffpunkt und war ein Turnplatz. Von den einst drei Teichen, die nahe beim Gänserasen an der Oechse lagen, blieb nur ein Teich erhalten.

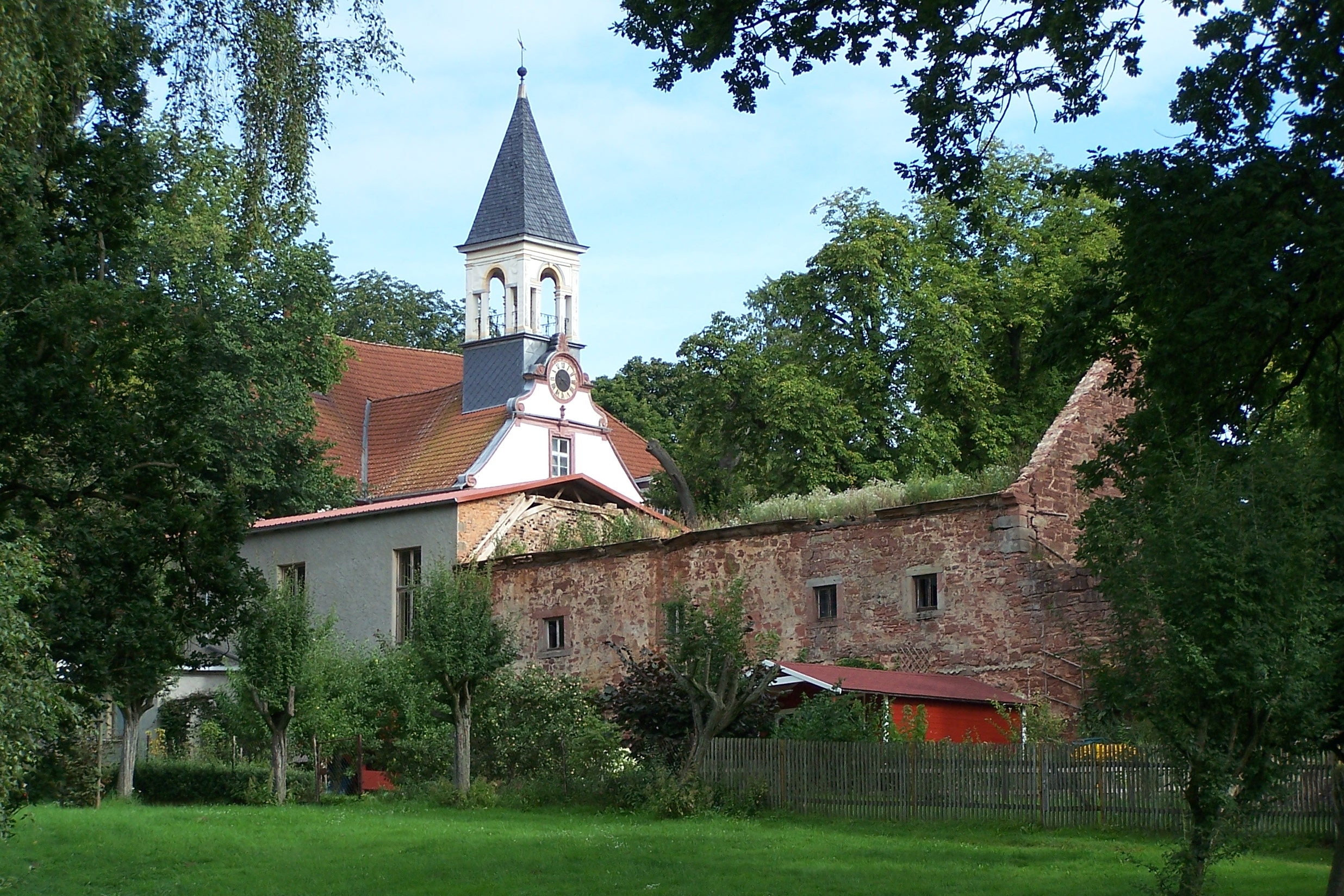
Das obere Schloss mit Gutshof

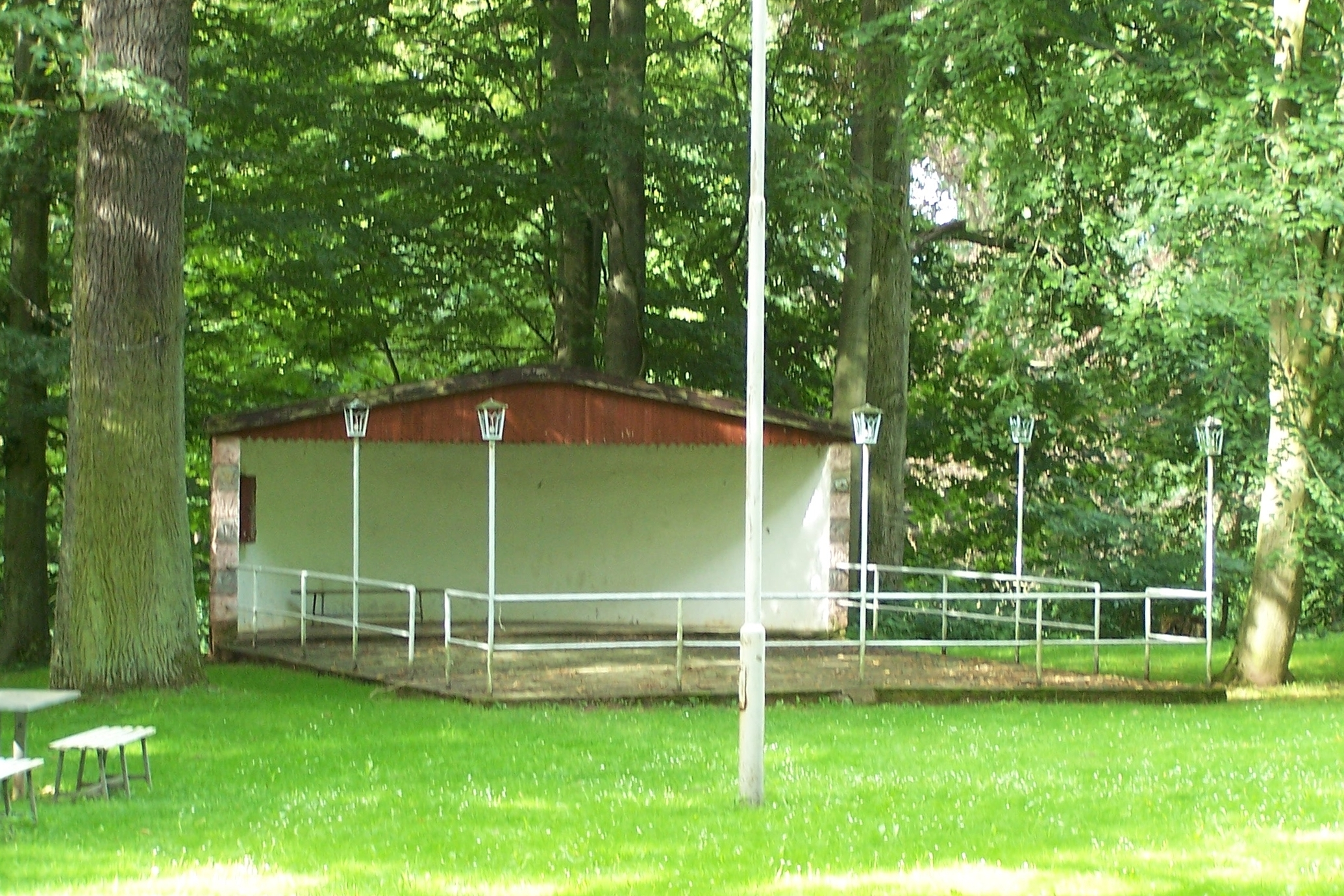
Bühne im Volkspark

Um 1884 wurde eine Gruppe Sinti in Gehaus ansässig. 1885 wurde der Wasserleitungsbau als Gefälledruckleitung (ohne Pumpen) begonnen.
Mit dem Beginn der Kaliförderung um 1900 entstanden neue Verdienstmöglichkeiten auch in den Nachbarorten Öchsen und Menzengraben wurden Schächte errichtet.
Die Teilnahme an den beiden Weltkriegen forderte auch von der Gehauser Bevölkerung Opfer. Die Amerikaner besetzten den Ort am 11. April 1945. Mit dem Besatzerwechsel im Juli 1945 durch die Rote Armee kam die Enteignung der Boineburger als Großgrundbesitzer. Das Schloss wurde der Gemeinde zur Verfügung gestellt, der weitläufige Park wurde zum Volkspark umgenutzt. Einige Wirtschaftsgebäude verfielen und sind heute in ruinösem Zustand. Am Ostrand der Gemeinde wurden Stallungen und Wirtschaftsgebäude einer Landwirtschaftlichen Produktionsgenossenschaft (LPG) aufgebaut.
Im Jahr 1955 lebten im Ort 1107 Einwohner.
Am 13. März 1989 erschütterte der Gebirgsschlag von Völkershausen den Ort, es gab nur Gebäudeschäden.
Nach der Wiedervereinigung ging der Kalibergbau im Landkreis Bad Salzungen zurück. Die bestehenden Arbeitsplätze gingen verloren, gleichzeitig eröffneten sich neue Chancen durch Gewerbeansiedlungen am Stadtrand von Stadtlengsfeld, in Oberzella und Bad Salzungen. In Gehaus befinden sich eine Schreinerei und eine Fleischerei als Arbeitgeber, im Ortsteil Hohenwart wurde ein Transportunternehmen gegründet.
Zum 1. Januar 2019 kam Gehaus im Zuge der Eingemeindung von Stadtlengsfeld zur Gemeinde Dermbach.

## Kultur und Sehenswürdigkeiten

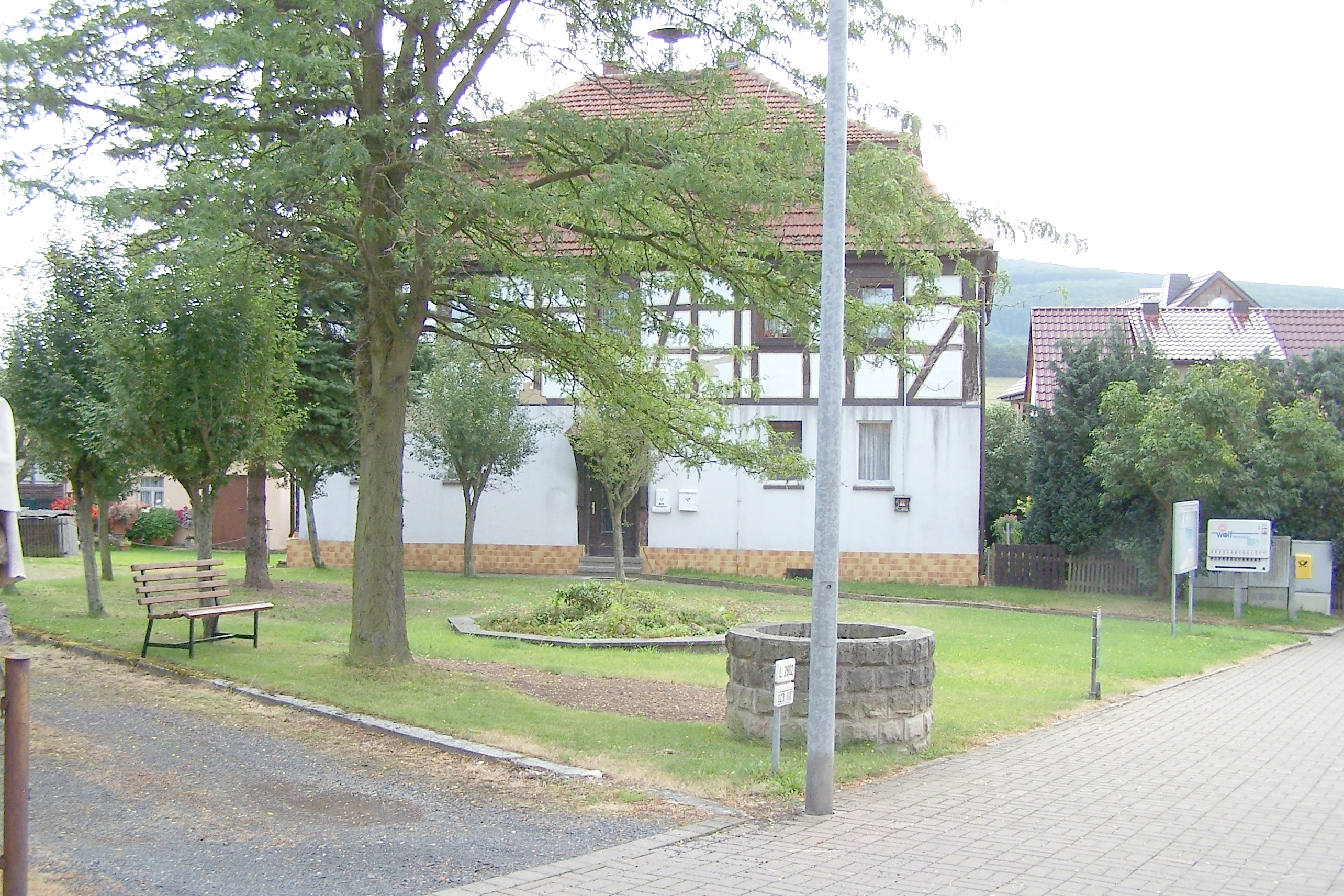
Brunnen vor dem Steinernen Hof

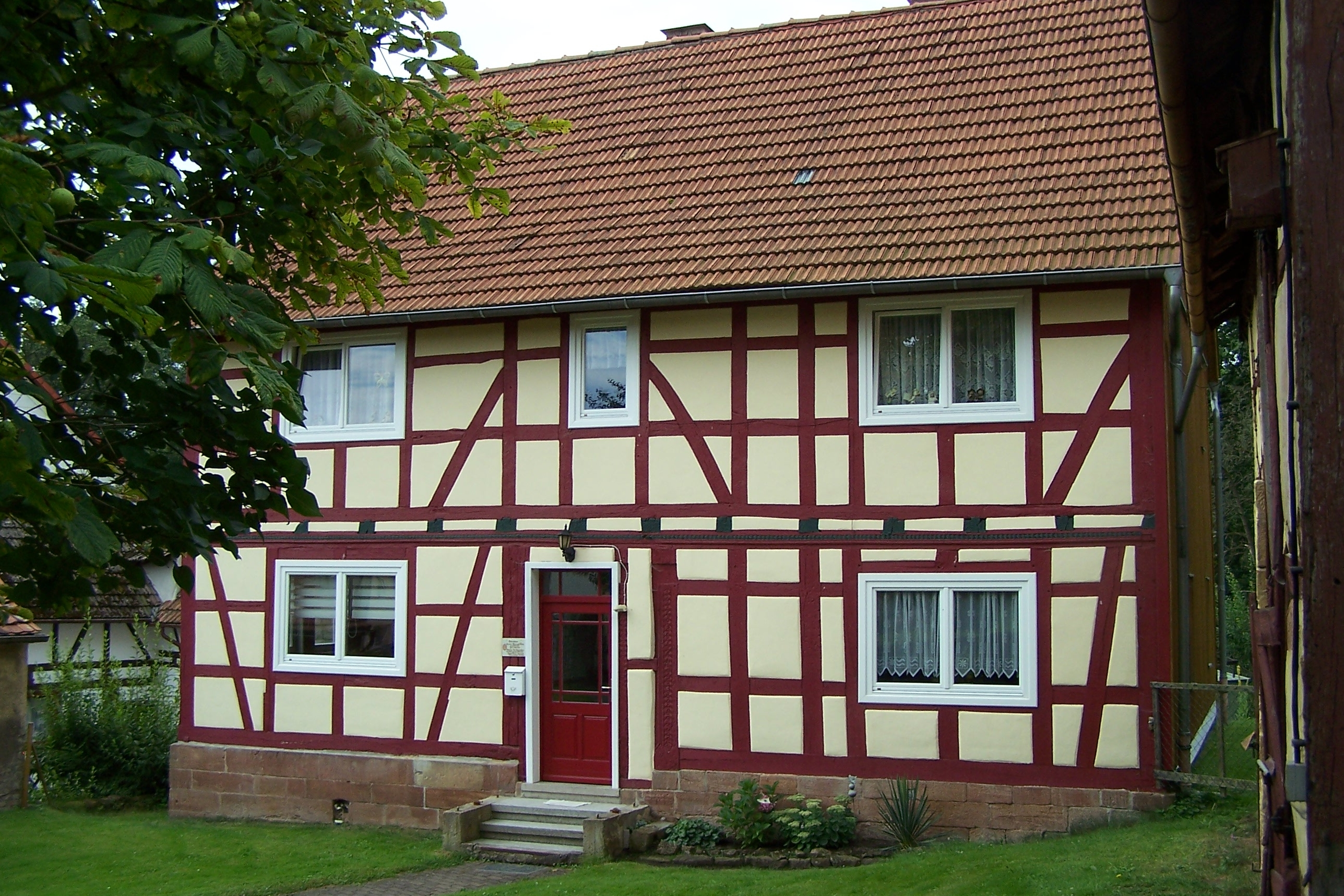
Das Pfarrhaus

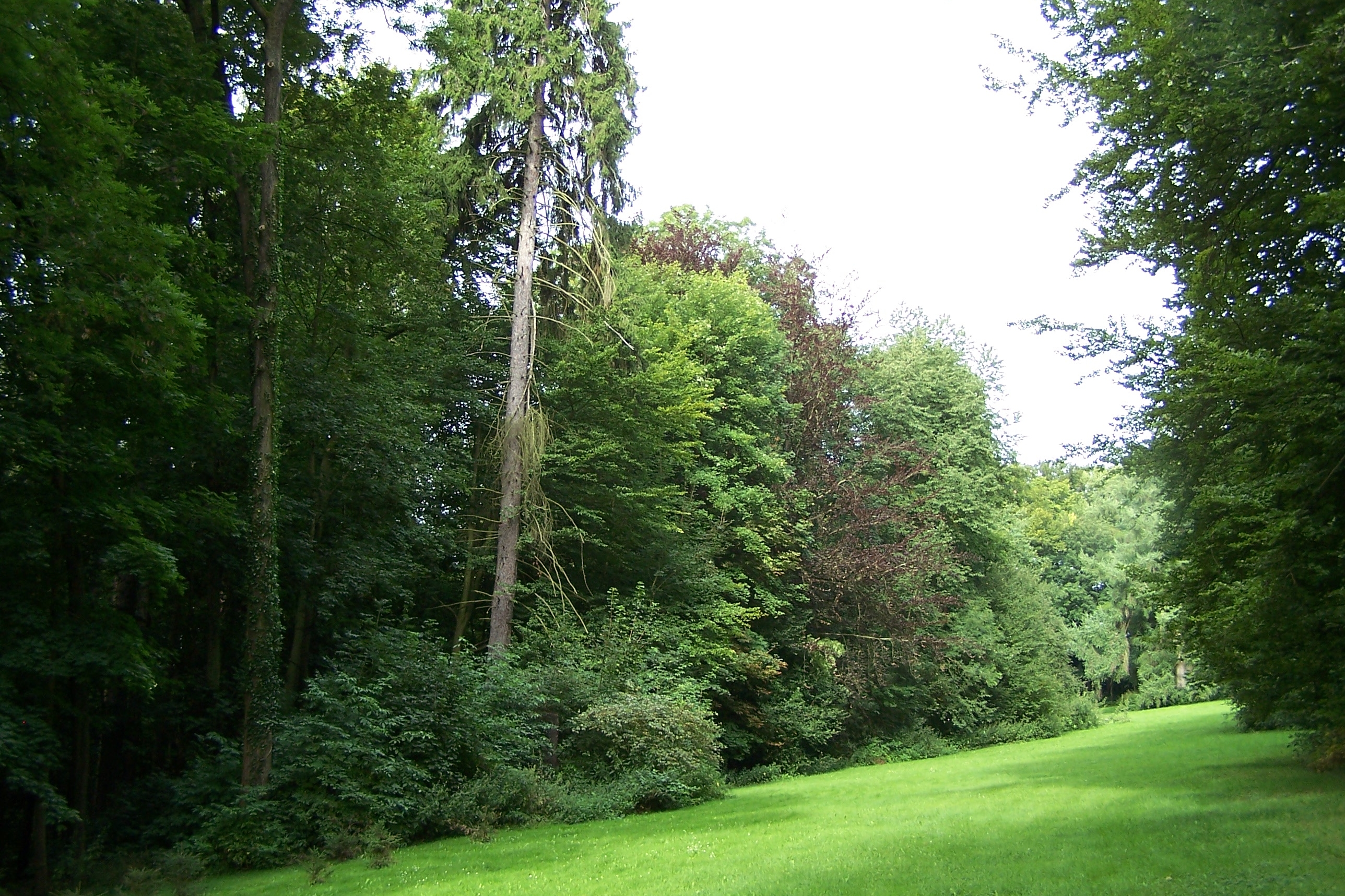
Im Volkspark

- Gehaus beging im Juli 2005 die 650-Jahr-Feier mit einer Festwoche. Zu diesem Anlass wurden viele baufällige Gebäude im Ort saniert und die Anlagen verschönert.
- Die Dorfkirche von Gehaus markiert die Dorfmitte und ist ein Baudenkmal. Der Taufstein von 1574 und die älteste Glocke von 1634 sollen vom Vorgängerbau stammen. Der Baukörper ist 21,7 m lang und 12,8 m breit. Am Langhaus steht der 27 m hohe Kirchturm. Unter der Kirche befindet sich das Erbbegräbnis der Boyneburger zu Gehaus. Neben der Kirche findet man auf dem Alten Gottesacker noch alte Grabsteine aus dem 19. Jahrhundert.[7]
- Im repräsentativen Pfarrhaus gleich neben der Kirche wurde 1804 Hermine Henriette Frederike Grobe geboren. Die Pfarrerstochter heiratete den Verleger Joseph Meyer und wurde nach dessen Tod Eigentümerin des Bibliographischen Institutes Gotha, Vorläufer des Meyerschen Verlagshauses. Eine kleine Holztafel erinnert an diese Frau.
- Das Obere (boyneburgsche) Schloss wurde 1710 bis 1716 für Eduard von Boineburg zu Lengsfeld errichtet. Aus dem Gebäude wurde 1945 die Familie vertrieben und entschädigungslos enteignet. Das gesamte Inventar und die historischen Sammlungen wurden von der Bevölkerung und staatlichen Stellen geplündert oder zerstört. In den Sälen des Schlosses waren zahlreiche Wandbilder mit Motiven aus der Familiengeschichte und Ortsansichten zu finden. Der Festsaal im Obergeschoss war mit reichen Stuckaturen verziert.[7]
- In Gehaus blieb aus dem Nachlass der Boineburgs eine Parkanlage mit seltenen Baumarten um das Schloss erhalten, beide seit 1945 im Gemeindebesitz. Am Westrand des Parks verbirgt sich hinter Bäumen die 1884 erbaute Privatkapelle, einst mit einem Erbbegräbnis versehen.[7]
- In der Flur südöstlich der Ortslage, am „Weilarer Weg“, liegt der Judengottesacker mit einem Restbestand von 125 Grabstätten.[7]
- In der Ortslage befindet sich der Steinerne Hof, ein Baudenkmal, das Mitte des 16. Jahrhunderts erbaut wurde. Es war Teil des Unteren Schlosses und enthielt auch zeitweise eine Brennerei und die Gemeindeschänke. Heute wird es zu Wohnzwecken genutzt und es war mehrere Jahrzehnte der Sitz des Bürgermeisters von Gehaus.[7]